# Люк Якобс
Люк Якобс (Dhr. Luc Jacobs) — бельгійський дипломат. Надзвичайний і Повноважний Посол Бельгії в Україні.

## Біографія
Люк Якобс має ступінь магістра в галузі права Католицького університету Левена (1979—1984) і післявузівського магістра в галузі соціальної політики Брюссельського університету.
З 1986 року на дипломатичній службі Бельгії працював у посольствах Бельгії в Ірландії (1988—1991), Канаді (1991—1995) та Чехії (1995—1999). Був керівником відділу двосторонніх відносин з країнами ЄС, тоді-кандидатів (1999—2002).
Під час головування Бельгії в ЄС у другій половині 2001 року він також був відповідальним за переговори щодо саміту Україна-ЄС в Ялті і на саміті Росія-ЄС в Брюсселі.
З 2002 по 2007 рр. — обіймав різні посади в постійному представництві Бельгії в ЄС, і працював протягом одного року радником бельгійського держсекретаря з європейських справ.
З 2007 по 2011 рр. — він займав пост генерального консула Бельгії в Марокко.
З 2011 по 2014 рр. — був директором з питань економічного і валютного союзу, європейського бюджету і європейської соціальної, екологічної політики Міністерства закордонних справ в Брюсселі.
З 2014 до 2018 року — Надзвичайний і Повноважний Посол Бельгії в Україні.
11 вересня 2014 року — вручив вірчі грамоти Президенту України Петру Порошенку.
8 серпня 2024 року Заступник міністра закордонних справ України Євген Перебийніс прийняв копії вірчих грамот у нового посла Королівства Бельгії в Україні Люка Якобса.
16 серпня 2024 року — вручив вірчі грамоти Президенту України Володимиру Зеленському.